# Hitomi Takahashi (actrice)
Pour les articles homonymes, voir Hitomi Takahashi et Takahashi.
Hitomi Takahashi (高橋ひとみ, Takahashi Hitomi, née le 23 août 1961 à Tokyo, Japon) est une actrice japonaise qui a tourné dans de nombreux films et drama (série télévisée japonaise) depuis 1980. Elle joue entre autres le rôle récurrent de l'adversaire de l'héroïne dans la série télévisée Sukeban Deka I en 1985, face à Yuki Saito. Elle enregistre aussi deux singles et un album en 1991, et ne doit donc pas être confondue avec la chanteuse homonyme qui débute en 2004.

## Filmographie
- 1981 : Les Fruits de la passion de Shūji Terayama
- 1984 : Farewell to the Ark (Saraba hakobune)
- 2012 : Shokuzai de Kiyoshi Kurosawa : la mère d'Akiko

### À la télévision
- 2012 : Shokuzai de Kiyoshi Kurosawa (série télévisée, épisode Kuma no kyoudai) : la mère d'Akiko

## Discographie
Single
- Christmas Kiss Shite ne (クリスマス・キスしてね), 1991
- 四月わたしに花が咲く, 1991

Album
- Colorful, 1991